# Steven Schafersman
Steven Schafersman (* 4. November 1948 in Dumas, Texas) ist ein amerikanischer Mikropaläontologe und Petrologe.
Steven Schafersman erwarb 1983 an der Rice University den akademischen Grad Ph.D. in Geologie. Er lehrte unter anderem am Department of Geology der Miami University. Bekannt wurde er durch seinen Einsatz gegen Pseudowissenschaften wie Kreationismus, Ufologie, Astrologie u. a.